# Born Villain
Albums de Marilyn Manson
The High End of Low
(2009) The Pale Emperor
(2015)
Singles
1. No Reflection
Sortie : 20 mars 2012
2. Slo-Mo-Tion
Sortie : 4 juillet 2012
3. Hey, Cruel World...
Sortie : 28 septembre 2012

Born Villain est le huitième album studio de Marilyn Manson, sorti le 30 avril 2012 via les labels Cooking Vinyl et Hell, etc. Records.

## Album

### Genèse
L'écriture de Born Villain débuta lors de la tournée pour l'album The High End of Low. Manson annonça le 3 décembre 2010 avoir rompu avec la maison de disques Interscope Records en raison des mauvaises ventes de l'album The High End of Low, et avoir commencé à écrire de nouvelles chansons sur la route.

### Promotion
Le 31 août 2011, un court métrage réalisé par Shia LaBeouf dans le cadre du projet Born Villain (en) est mis en ligne, vidéo mettant en scène Marilyn Manson et ayant pour bande originale la chanson Overneath The Path of Misery.
Le 2 septembre 2011, Marilyn Manson annonce que le titre de l'album sera Born Villain.
Le 10 septembre 2011, Marilyn Manson et Twiggy Ramirez présentent Born Villain (le nouvel album du groupe) lors de la première exposition de l'artiste Nick Kushner Les Crimes de l'Amour.
Le 4 novembre 2011, Marilyn Manson annonce lors d'une exposition de ses peintures, que la musique utilisée dans le teaser de Born Villain est Overneath The Path of Misery.
Le 14 janvier 2012, Jason Sutter rejoint Marilyn Manson pour une tournée mondiale, qui débutera en février et passera par le Zénith de Paris le 5 juin 2012,.
Le 10 février 2012, Marilyn Manson annonce lors d'une interview radio, que No Reflection est le premier single de Born Villain.
Le 28 septembre 2012, le clip du single Hey, Cruel World... est publié sur la page Facebook officielle, et clôt la campagne promotionnelle.

### Singles
No Reflection est publié par Cooking Vinyl en tant que premier single de l'album le 8 mars 2012 et sort sur toutes les plateformes de téléchargement légal le 19 mars 2012. Les paroles de No Reflection furent écrites par Marilyn Manson et la musique fut composée par Manson et Twiggy Ramirez.
Annoncé le 30 juillet 2012, le 2e single de l'album est Slo-Mo-Tion, et le clip est publié le 21 août 2012.
Le 3e et dernier single est Hey, Cruel World..., dont le clip parut le 28 septembre 2012.

## Tournée
La treizième tournée du groupe, intitulée Hey Cruel World... Tour, débuta le 24 février 2012 à Brisbane en Australie et s'est achevée le 12 août 2012 à Montréal au Canada. Cette tournée comprend, dans l'ordre, 8 dates en Australie, 5 dates en Asie (4 au Japon et une à Taiwan), 18 dates aux États-Unis, 24 dates en Europe et 2 dates au Canada.
Néanmoins, avant la sortie de Born Villain, il n'y a que peu de chansons du dernier album dans la tournée. On peut donc dire que la tournée promotionnelle n'a réellement commencé que par la deuxième date aux États-Unis, le 28 avril 2012 à Hampton Beach dans le New Hampshire.

## Liste des titres
Toutes les paroles sont écrites par Marilyn Manson, à l'exception de You're So Vain qui est une reprise de Carly Simon.
| No  | Titre                                                | Musique                                                   | Durée |
| --- | ---------------------------------------------------- | --------------------------------------------------------- | ----- |
| 1.  | Hey, Cruel World…                                    | Twiggy Ramirez, Chris Vrenna                              | 3:44  |
| 2.  | No Reflection                                        | Twiggy Ramirez, Marilyn Manson                            | 4:36  |
| 3.  | Pistol Whipped                                       | Marilyn Manson                                            | 4:10  |
| 4.  | Overneath the Path of Misery                         | Twiggy Ramirez, Chris Vrenna, Marilyn Manson              | 5:18  |
| 5.  | Slo-Mo-Tion                                          | Twiggy Ramirez, Chris Vrenna, Marilyn Manson, Fred Sablan | 4:24  |
| 6.  | The Gardener                                         | Twiggy Ramirez, Chris Vrenna                              | 4:39  |
| 7.  | The Flowers of Evil                                  | Twiggy Ramirez, Chris Vrenna                              | 5:19  |
| 8.  | Children of Cain                                     | Marilyn Manson                                            | 5:17  |
| 9.  | Disengaged                                           | Marilyn Manson                                            | 3:25  |
| 10. | Lay Down Your Goddamn Arms                           | Twiggy Ramirez, Chris Vrenna                              | 4:13  |
| 11. | Murderers Are Getting Prettier Every Day             | Twiggy Ramirez, Chris Vrenna                              | 4:18  |
| 12. | Born Villain                                         | Twiggy Ramirez, Chris Vrenna, Marilyn Manson              | 5:26  |
| 13. | Breaking the Same Old Ground                         | Twiggy Ramirez, Chris Vrenna                              | 4:28  |
| 14. | You're So Vain (featuring Johnny Depp ; titre bonus) | Carly Simon                                               | 4:02  |

## Composition du groupe
- Marilyn Manson – chants
- Twiggy Ramirez – guitare
- Chris Vrenna - clavier, programmation et percussion
- Fred Sablan – basse
- Jason Sutter – batterie

### Techniciens
- Sean Beavan - mixeur
- Lindsay Usich - photographe
- Ashley Walters - photographe
- Dean Karr - photographe
- PEROU - photographe
- Shia LaBeouf - réalisateur du court-métrage qui accompagne Born Villain
- Tony Ciulla - management
- Steve Coy - designer, webmaster